# Riutankari (ö, lat 60,85, long 21,20)
Riutankari är en ö i Finland. Den ligger i Bottenhavet och i kommunen Nystad i den ekonomiska regionen  Nystadsregionen i landskapet Egentliga Finland, i den sydvästra delen av landet. Ön ligger omkring 73 kilometer nordväst om Åbo och omkring 220 kilometer väster om Helsingfors.
Öns area är 3,3 hektar och dess största längd är 300 meter i sydöst-nordvästlig riktning.